# Таязура-клинохвіст мала
Таязу́ра-клинохві́ст мала (Dromococcyx pavoninus) — вид зозулеподібних птахів родини зозулевих (Cuculidae). Мешкає в Південній Америці.

## Опис
Довжина птаха становить 27-30,5 см. Виду не притаманний статевий диморфізм. Голова іржасто-коричнева, на тімені короткий чуб. Верхня частина тіла темно-коричнева, нижня частина тіла світліша. Горло і груди охристі, над очима охристі "брови". Хвіст довгий, широкий, східчастий.

## Поширення і екологія

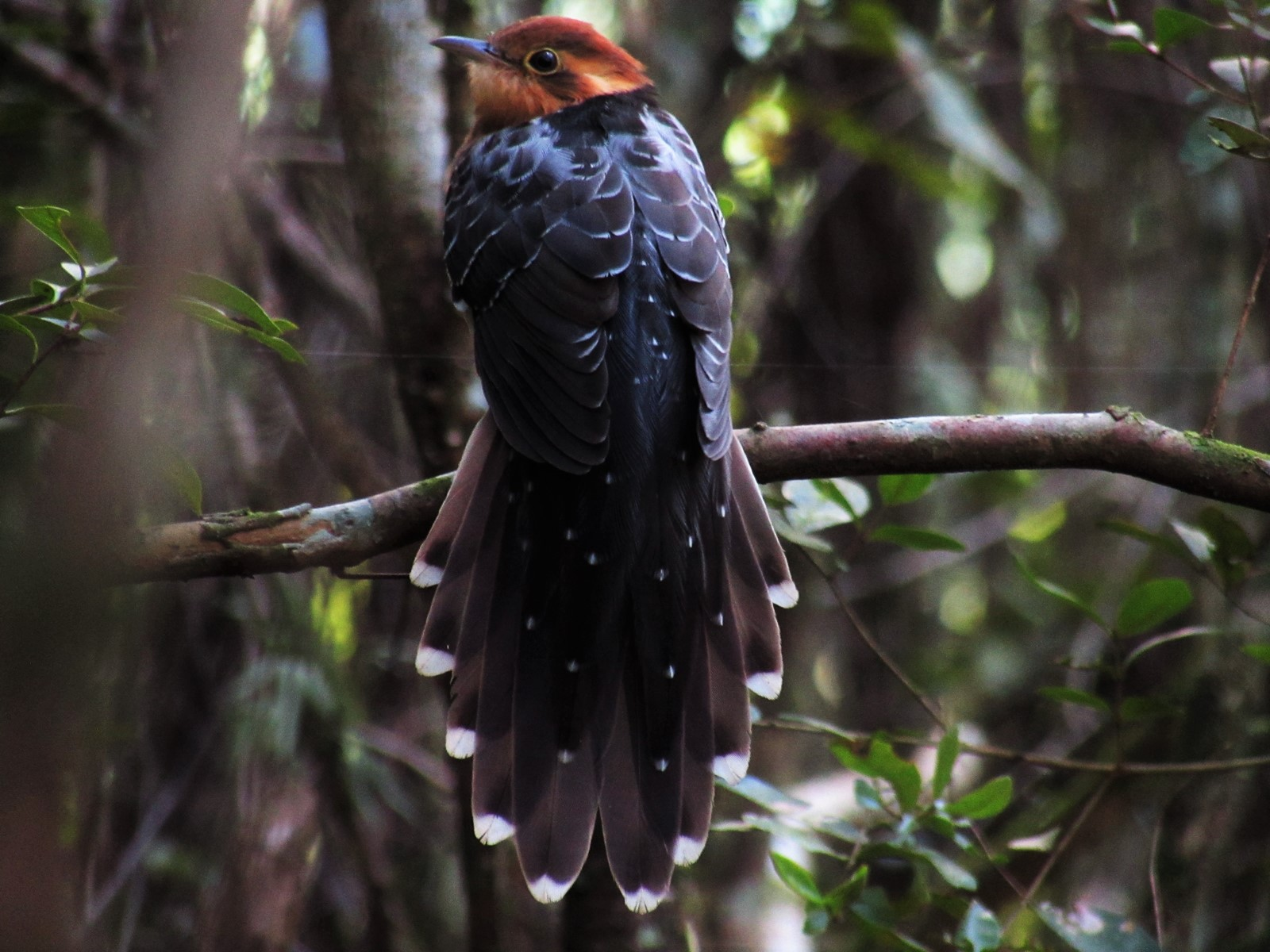
Мала таязура-клинохвіст

Малі таязури-клинхвости мешкають в Колумбії і Венесуелі, Гаяні, Французькій Гвіані, Еквадорі, Перу, Болівії, Бразилії, Аргентині і Парагваї. Вони живуть в підліску вологих і сухих рівнинних тропічних лісів і вологих гірських тропічних лісів, на висоті до 1600 м над рівнем моря. Малі таязури-клинхвости зустрічаються поодинці, ведуть наземний спосіб життя. Живляться комахами, зокрема прямокрилими, павуками та іншими безхребетними.
Малим таязурам-клинхвостам притаманний гніздовий паразитизм. Зокрема, воні підкладають одне яйце в гнізда сіроволим тітіріджі, рудогорлим мухоловам, східним арунам, лісовим батарито та іншим горобцеподібним птахам. Пташеня малої таязури-клинохвоста вбиває всіх пташенят хазяїв або викидаює їх яйця. Воки покидають гніздо через 24 дні після вилуплення.